# Maurice Farman

Maurice Farman (Paris, 21 de março de 1877 — Paris, 24 de fevereiro de 1964) foi um ciclista, piloto de automóveis e aviões e pioneiro da aviação francês.

## Biografia

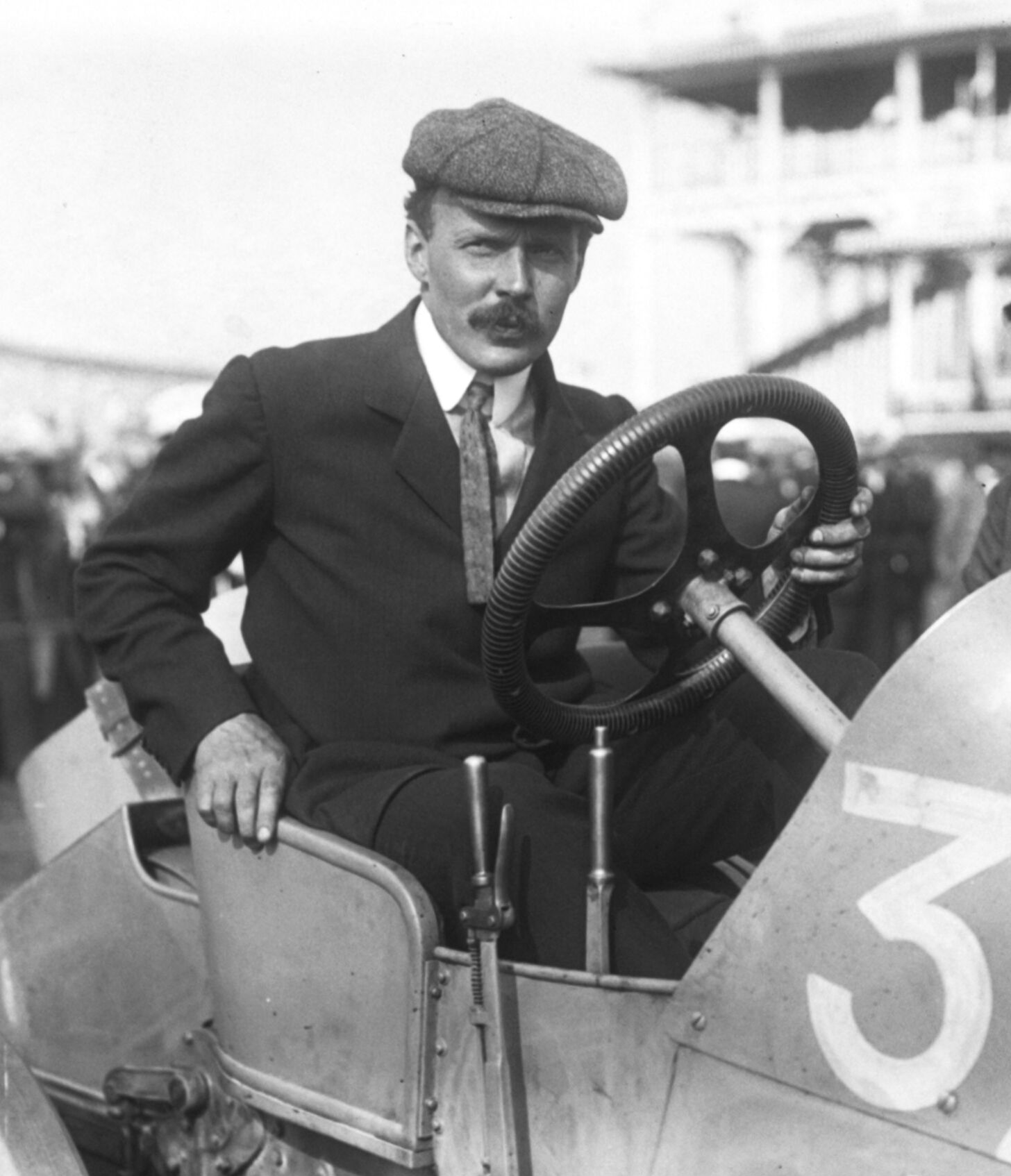
Maurice Farman, ~1908

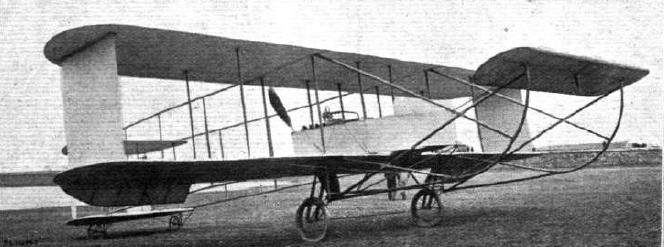
O biplano Farman, de 1910

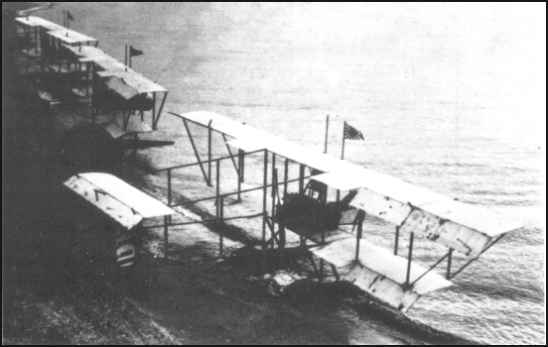
Três hidroaviões Farman da marinha japonesa na China em 1914

Nascido em Paris de pais ingleses, Farman e seus irmãos Richard e Henry tiveram destaque como pioneiros da aviação na Europa.
Farman foi campeão de ciclismo com seu irmão Henry. Em seguida começou a participar de corridas de automóveis com um Panhard, ganhando em 1901 o Grande Prêmio de Pau, a primeira corrida a ser chamada de "Grande Prêmio". Em maio de 1902 ganhou a corrida "Circuit du Nord" de Paris em Arras (ida e volta). Ele também competiu na corrida Paris - Viena daquele ano, vencida por Marcel Renault. Mas logo o interesse de Farman se voltou para o voo motorizado, e em 1908 comprou um biplano Voisin Tipo 4.
Farman recebeu o brevê N.º 6 de pilote-aviateur do Aéro-Club de France com data retroativa de 18 de novembro de 1909, pois naquele ano ele estabeleceu novos recordes de resistência e velocidade em voo. Em 9 de dezembro de 1909, realizou o mais longo voo até então, com extensão de 70 km entre Versailles e Chartres, em um biplano. Em junho de 1910, ele sofreu um acidente quando voava acompanhado por Georges Besançon, secretário geral do Aéro-Club. Em decorrência da queda, Farman sofreu escoriações e Besançon se feriu no braço e na testa.
Não levou muito tempo para que Maurice Farman iniciasse a construção de seus próprios aviões com a Farman Aviões fundada em 1908, e mais tarde criou com seu irmão, uma companhia aérea, a "Lignes Aériennes Farman", em 1912, que depois de várias alterações de capital e societárias, deu origem à Air France.
Maurice Farman morreu em Paris em 1964.

## Publicações
Farman publicou um trabalho sobre aeronáutica, Les Merveilles aériennes, pela editora J. Fritsch em 1896.